# Гіацинтова Софія Володимирівна
Софія Володимирівна Гіацинтова (рос. Софья Владимировна Гиаци́нтова; 4 серпня 1895, Москва, Російська імперія — 12 квітня 1982, Москва, Російська РФСР) — радянська актриса і театральний режисер, народна артистка СРСР (1955), лауреат Сталінської премії.

## Біографія
Софія Гіацинтова народилася в Москві у дворянській родині.
Чоловік Іван Миколайович Берсенєв — актор і театральний режисер, народний артист СРСР .
У Москві жила в будинку № 5/7 в Камергерському провулку. У 1958—1959 роках працювала в Московському драматичному театрі ім. К. С. Станіславського.
Софія Гіацинтовий померла 12 квітня 1982 року у Москві, похована на Новодівочому кладовищі.

## Фільмографія
- 1946 — «Клятва» — Варвара Михайлівна
- 1949 — «Падіння Берліна» — мати Іванова
- 1956 — «Безвісти зниклий» — пані Марія
- 1957 — «Сім'я Ульянових» — Марія Олександрівна Ульянова
- 1964 — «Сумка, повна сердець»
- 1967 — «Сьомий супутник» — Мар'я Семенівна, генеральша